# Iain Dowie
Iain Dowie (ur. 9 stycznia 1965 w Hatfield, Hertfordshire) – piłkarz pochodzący z Irlandii Północnej.
Jako trener prowadził Queens Park Rangers, Oldham Athletic, Crystal Palace, Charlton Athletic, Coventry City. Pracował także w Newcastle United jako asystent menadżera. 17 marca 2009 został szkoleniowcem Hull City, zastępując na tym stanowisku zwolnionego 2 dni wcześniej Phila Browna.